# Федерольф-Шкодина, Ада Александровна
Ада Александровна Федерольф-Шкодина (1901, Санкт-Петербург — 1996, Таруса) — узница ГУЛага и мемуаристка, известная своей многолетней близостью с Ариадной Эфрон, дочерью Марины Цветаевой, и воспоминаниями о ней.

## Биография
Родилась в семье Александра Карловича Федерольфа (1863—?), профессора медицины, и его жены, пианистки и преподавательницы музыки. Окончила гимназию и поступила на курсы иностранных языков, но в 1922 году вышла замуж за преподавателя-англичанина и уехала с ним в Лондон, где продолжила своё образование. В 1927 году после развода вернулась в СССР и до 1938 г. преподавала английский язык в Промакадемии, Институте красной профессуры, во Втором МГУ, в Институте философии, литературы и истории (ИФЛИ); учившаяся в ИФЛИ Елена Ржевская вспоминала: «Когда она появлялась на своих стройных и крепких спортивных ногах, внося атмосферу энергии, знаний и женского успеха, — вся группа, увлечённо глядя ей в рот, налету хватала пояснения». Второй брак — с С.А.Артоболевским.
Брат — Владимир Александрович Федерольф (1893—1938), полковник, арестован в январе 1938 года, приговорен к ВМН.
4 марта 1938 года Федерольф была арестована и заключена в Лубянскую тюрьму. Особым совещанием при НКВД СССР была осуждена по 58-й статье — ПШ (по подозрению в шпионаже) и приговорена к 8 годам лишения свободы. Отбывая срок на Колыме, вышла замуж за ссыльного Дмитрия Осиповича Шкодина. В 1947 году получила разрешение выехать с места заключения и поселилась в Рязани, поступив преподавателем в Рязанский педагогический институт.
В октябре 1948 года была вновь арестована и до февраля 1949 года находилась в Рязанской тюрьме, где познакомилась в камере и подружилась с Ариадной Эфрон. 
Приговорённая к пожизненной ссылке, была направлена в Туруханск, где также оказалась вместе с Эфрон и отбывала ссылку до мая 1955 года, работая судомойкой, санитаркой, счетоводом. Затем получила возможность перебраться в Красноярск, а в 1957 году была реабилитирована. Некоторое время жила в Москве, у своей старшей сестры Нины Александровны Федерольф и ее дочери, а в 1958 году обосновалась вместе с Ариадной Эфрон в Тарусе. 
В 1975 году Ариадна Сергеевна Эфрон тяжело болела, лежала в Тарусской больнице, где за ней ухаживала Ада Александровна. После смерти Эфрон в 1975 году занималась разбором её личного архива, который затем передала в ЦГАЛИ.
Первый фрагмент мемуаров Ады Федерольф, «Выборы в Туруханске», был опубликован в 1989 году в сборнике воспоминаний узниц ГУЛага «Доднесь тяготеет» (составитель С. С. Виленский). Полностью воспоминания Федерольф, названные ею «Рядом с Алей» (поскольку значительная их часть посвящена Ариадне Эфрон), появились в 1995 году и были переизданы в 2010 году.
Ада Федерольф умерла в 1996 году и похоронена на Городском кладбище в Тарусе, рядом с Эфрон.

## Издания
- Федерольф А. А. Пошли мне сад : (Фрагменты воспоминаний). — М. : Возвращение, 1992. — 35 с.
- Эфрон А. С. Мироедиха : Устные рассказы, очерки, письма, из записных книжек. Федерольф А. А. Рядом с Алей : Воспоминания. — М. : Возвращение, 1995. — 368 с. : ил.
- Эфрон А. С. «А жизнь идет, как Енисей…». Федерольф А. А. Рядом с Алей. — М. : Возвращение, 2010. — 408 с.
- Федерольф А.А. Колыма. Первый рейс. 1938-1947. — М.: Возвращение, 2018. — 312 с.